# 룰레 사미어
룰레 사미어(룰레 사미어: julevsámegiella 율레브사메키엘라)는 스웨덴 룰레강 유역 및 노르웨이 노를란주 북부에서 사용하는 사미어 중 하나이다. 사용 인구는 약 1,000~2,000명이다.